# Дорогая, я уменьшил детей (фильм)
«Дорога́я, я уме́ньшил дете́й» (англ. Honey, I Shrunk The Kids) — американская научно-фантастическая комедия 1989 года, дебютная работа постановщика Джо Джонстона. Главные роли исполнили Рик Моранис, Мэтт Фрюэр, Марша Стрэссмен и Кристин Сазерленд.
По сюжету кинокартины учёный-изобретатель создаёт уменьшающий предметы аппарат, и его дети вместе с соседскими друзьями, случайно попав под его действие, уменьшаются до размера в четверть дюйма. Оказавшись на улице вместе с выброшенным бытовым мусором, они должны совместными усилиями преодолеть поляну на заднем дворе, полную опасных насекомых и других препятствий.
Фильм вышел в прокат в США 23 июня 1989 года и распространялся компанией Buena Vista Pictures. Картине сопутствовал кассовый успех, сборы составили более 222 млн долларов по всему миру (эквивалентно 485 млн на 2021 год), что сделало её самым кассовым игровым фильмом студии на тот момент — рекорд, который она удерживала в течение пяти лет. Успех первого фильма серии способствовал её развитию: в 1992 году вышел сиквел: «Дорогая, я увеличил ребёнка». Третья часть «Дорогая, мы себя уменьшили» вышла в 1997 году. С 1997 по 2000 годы выходил телесериал «Дорогая, я уменьшил детей».

## Сюжет
Странноватый учёный и изобретатель Уэйн Шалински на чердаке своего дома работает над созданием лучевой пушки, которая могла бы уменьшать объекты, но не может заставить её работать должным образом. Он старается самореализоваться как успешный учёный, ведь его жена Дайэн постоянно пропадает на работе. У четы Шалински есть двое детей: старшая дочь Эми и малолетний сын Ник, который, как и отец, очень любознательный и любит технику.
Их ближайшие соседи, Томпсоны — Рассел и Мэй с детьми — готовятся ехать на рыбалку, но их старший сын, Рассел-младший, не в восторге от этой идеи, так как его интересы часто расходятся с отцовскими планами. Вскоре после того, как Уэйн уезжает на рабочую конференцию, младший сын Томпсонов, Рон, случайно попадает бейсбольным мячом в чердачное окно дома Шалински, непреднамеренно активировав пушку. Пойманный братом, Рон вынужден признаться детям Шалински в том, что именно он разбил окно. Рон с Ником входят на чердак, чтобы забрать мяч и убрать беспорядок, как раз в это время пушка уменьшает их. Когда Эми и Расс отправляются на поиски своих братьев, они также попадают под действие пушки и уменьшаются.
На конференции учёных Уэйна высмеивают, ведь он не смог предоставить доказательства своей концепции «термоусадочной машины». В отчаянии он возвращается домой, поднимается на чердак и хочет сломать неудавшееся изобретение. Уменьшенные дети пытаются привлечь его внимание, но он их не замечает, однако семейная собака Шалински по кличке Кварк узнаёт детей. Уэйн прибирается на чердаке, сметая мелкий мусор вместе с уменьшенными детьми в совок и затем в мешок для мусора. Хотя им удаётся высвободится, они понимают, что находятся в задней части двора и теперь им предстоит пробраться через нескошенную траву на поляне, чтобы вернуться в дом.
Шалински-старшие всё сильнее беспокоятся из-за отсутствия Эми и Ника. В конце концов Уэйн понимает что произошло и, пытаясь найти детей на поляне, случайно активирует разбрызгиватели. Эми чуть не тонет, попав в лужу с грязью, но Расс спасает и откачивает её. Томпсоны также не могут найти детей, они вынуждены отменить свою поездку, а о пропавших детях заявляют в полицию. Уэйн рассказывает о происшествии Дайан, и она присоединяется к поискам. Позже она убеждает Уэйна поделиться информацией и с Томпсонами, которые изначально настроены крайне скептически.
Между тем дети продвигаются через лужайку ко входу в дом. Они хотят есть и находят один из выброшенных Ником овсяных пирожных с кремовой прослойкой, а после им удаётся подружиться с муравьём, которому они дают кличку Анти. Дети используют муравья в качестве ездового животного. С наступлением ночи они устраивают убежище в детали конструктора Lego. Позже на них нападает скорпион, и Анти приходит на помощь. Детям удаётся благополучно сбежать, но муравей оказывается смертельно ужаленным.
На следующее утро друг Ника Томми приходит косить газон. Дети вынуждены искать убежище в норе дождевых червей, едва избегая вихря, вызванного газонокосилкой, которую Уэйн и Дайан вовремя отключают, силой вырвав из рук Томми пульт управления. Тут же детям удаётся зацепиться за шерсть пробегающего мимо Кварка и они, наконец, добираются до входа в дом, однако Ник случайно попадает в миску Уэйна с сухими хлопьями и молоком. Уэйн чуть не съедает Ника: в момент, когда он подносит очередную ложку ко рту, Кварк кусает учёного за лодыжку, чтобы привлечь его внимание. Уэйн замечает Ника и обнаруживает остальных детей, но не сразу понимает, как вернуть их нормальный размер. Вернувшись на чердак, дети языком тела доносят до Уэйна, что именно бейсбольный мяч заблокировал лазер, который перегревал цели и они взрывались вместо того, чтобы уменьшаться. Учёный исправляет ошибку, однако на всякий случай уменьшающий аппарат необходимо протестировать — Рассел старший добровольно становится подопытным; тест проходит успешно, и все дети возвращаются к своему первоначальному размеру.
Несколько месяцев спустя Шалински и Томпсоны становятся хорошими друзьями, и в День благодарения едят увеличенную индейку.

## В ролях
| Актёр              | Роль                   |
| ------------------ | ---------------------- |
| Рик Моранис        | Уэйн Шалински          |
| Марша Стрэссмен    | Дайэн Шалински         |
| Эми О’Нил          | Эми Шалински           |
| Роберт Оливери     | Ник Шалински           |
| Мэтт Фрюэр         | Рассел Томпсон старший |
| Кристин Сазерленд  | Мэй Томпсон            |
| Томас Уилсон Браун | Рассел Томпсон младший |
| Джэред Раштон      | Рональд «Рон» Томпсон  |
| Карл Стивен        | Томми                  |

## Музыка
Саундтрек к фильму был написан Джеймсом Хорнером. Записанный Лондонским Симфоническим оркестром, альбом не выпускался на носителях вплоть до 2009 года.
Главная музыкальная тема фильма содержит в себе прямые цитаты из музыки Нино Рота к фильму «Амаркорд» и пьесы известного американского композитора Рэймонда Скотта «Powerhouse B». При просмотре кинофильма Скотт узнал свою музыку, намереваясь при этом подать на «Дисней» в суд за нарушение авторских прав. Как итог, между композитором и продюсерами кинокартины было заключено внесудебное соглашение на неназванную публично сумму, а имя Скотта было включено в титры фильма.

## Критика
Фильм получил положительные отзывы кинокритиков. На Rotten tomatoes рейтинг картины составляет 78 % на основе 36 рецензий. На Metacritic рейтинг одобрения составляет 63 балла из 100 на основе 11 обзоров, что указывает на «в целом положительные отзывы».
Кэрин Джеймс из The New York Times дала положительный отзыв, сказав, что фильм: «такой же милый, забавный и простой, как и его название». Редкий негативный отзыв поступил от Роджера Эберта из «Chicago Sun-Times», который заявил: «Все спецэффекты на высоте, всё на своих местах, и производственные ценности на высоте, но фильм мертв».